# Divisione Nazionale 1935-1936 (pallacanestro maschile)
La Divisione Nazionale 1935-1936 è stata la sedicesima edizione del massimo campionato italiano di pallacanestro maschile.
Le 12 squadre iscritte sono divise in tre gironi, su base geografica. Le squadre si incontrano in partite di andata e ritorno.
Al posto di OSA Milano e GUF Genova (che rinunciano ad iscriversi), vengono ammesse GUF Pavia e GUF Pisa. Il GUF Trieste prende il posto della Ginnastica Trieste.
Le vincenti dei gironi si qualificano alla fase finale insieme ad una quarta squadra, che è definita da un piccolo torneo ad eliminazione diretta, tra le seconde classificate e la Reyer Venezia, ammessa successivamente a torneo iniziato. Il torneo fu disputato a Firenze il 5 gennaio 1936. 
Il girone finale di quattro squadre è organizzato con partite di andata e ritorno, la prima classificata si fregia del titolo di Campione d'Italia.
Per la prima volta, è la Olimpia Milano, collegata al Dopolavoro dell'azienda Borletti, a potersi fregiare del titolo di campione d'Italia: s'interrompe così l'egemonia del duo Roma-Trieste che aveva monopolizzato il campionato per sette stagioni. Al secondo posto si classifica la Virtus Bologna, al terzo la Ginnastica Roma.

## Prima Fase

### Girone A
|  |    | Classifica Girone A | Pt | G | V | P | PF  | PS  |
|  | -- | ------------------- | -- | - | - | - | --- | --- |
|  | 1. | Borletti Milano     | 10 | 6 | 5 | 1 | 242 | 128 |
|  | 2. | GUF Trieste         | 10 | 6 | 5 | 1 | 206 | 129 |
|  | 3. | GUF Pavia           | 2  | 6 | 1 | 5 | 77  | 163 |
|  | 4. | GUF Torino          | 2  | 6 | 1 | 5 | 117 | 222 |

#### Risultati
| Risultati girone A | MI    | TS    | PV    | TO    |
| ------------------ | ----- | ----- | ----- | ----- |
| Borletti Milano    |       | 40-23 | 33-24 | 54-14 |
| GUF Trieste        | 23-17 |       | 50-9  | 43-19 |
| GUF Pavia          | 16-29 | 12-27 |       | 2-0   |
| GUF Torino         | 28-69 | 32-40 | 24-14 |       |

### Girone B
|  |    | Classifica Girone B | Pt | G | V | P | PF  | PS  |
|  | -- | ------------------- | -- | - | - | - | --- | --- |
|  | 1. | Virtus Bologna      | 12 | 6 | 6 | 0 | 154 | 103 |
|  | 2. | Ginnastica Torino   | 6  | 6 | 3 | 3 | 127 | 140 |
|  | 3. | Filotecnica Milano  | 6  | 6 | 3 | 3 | 118 | 108 |
|  | 4. | GUF Padova          | 0  | 6 | 0 | 6 | 98  | 147 |

#### Risultati
| Risultati girone A | BO    | FImi  | TO    | PD    |
| ------------------ | ----- | ----- | ----- | ----- |
| Virtus Bologna     |       | 22-15 | 36-22 | 30-16 |
| Filotecnica Milano | 13-17 |       | 20-17 | 29-15 |
| Ginnastica Torino  | 19-28 | 25-18 |       | 28-22 |
| GUF Padova         | 18-21 | 12-23 | 15-16 |       |

### Girone C
|  |    | Classifica Girone C  | Pt | G | V | P | PF  | PS  |
|  | -- | -------------------- | -- | - | - | - | --- | --- |
|  | 1. | Ginnastica Roma      | 12 | 6 | 6 | 0 | 172 | 69  |
|  | 2. | GUF Bologna          | 6  | 6 | 3 | 3 | 121 | 146 |
|  | 3. | Pallacanestro Napoli | 4  | 6 | 2 | 4 | 99  | 113 |
|  | 4. | GUF Pisa             | 2  | 6 | 1 | 5 | 82  | 146 |

#### Risultati
| Risultati girone A   | RO    | BO    | NA    | PI    |
| -------------------- | ----- | ----- | ----- | ----- |
| Ginnastica Roma      |       | 36-13 | 23-16 | 32-12 |
| GUF Bologna          | 17-33 |       | 18-14 | 29-25 |
| Pallacanestro Napoli | 9-22  | 23-22 |       | 18-6  |
| GUF Pisa             | 2-26  | 15-22 | 22-19 |       |

## Qualificazioni
Il 5 gennaio, nel campo del Gruppo Universitario Fascista Giglio Rosso di Firenze, si svolge un torneo di qualificazione alle finali, dopo una fase eliminatoria.
|  | Semifinali        | Semifinali        | Semifinali    |               |             | Finale      | Finale | Finale |  |
|  |                   |                   |               |               |             |             |        |        |  |
|  | GUF Trieste       | GUF Trieste       | 35            |               |             |             |        |        |  |
|  | GUF Trieste       | GUF Trieste       | 35            |               |             |             |        |        |  |
|  | Ginnastica Torino | Ginnastica Torino | 13            |               |             |             |        |        |  |
|  | Ginnastica Torino | Ginnastica Torino | 13            |               | GUF Trieste | GUF Trieste | 21     |        |  |
|  |                   |                   |               |               | GUF Trieste | GUF Trieste | 21     |        |  |
|  |                   |                   | Reyer Venezia | Reyer Venezia | 20          |             |        |        |  |
|  | Reyer Venezia     | Reyer Venezia     | Reyer Venezia | Reyer Venezia | 20          | 29          |        |        |  |
|  | Reyer Venezia     | Reyer Venezia     |               |               |             |             |        |        |  |
|  | GUF Bologna       | GUF Bologna       | 23            |               |             |             |        |        |  |

## Finali

### Classifica
|  |    | Classifica Girone Finale | Pt | G | V | P | PF  | PS  |
|  | -- | ------------------------ | -- | - | - | - | --- | --- |
|  | 1. | Borletti Milano          | 10 | 6 | 5 | 1 | 146 | 98  |
|  | 2. | Virtus Bologna           | 8  | 6 | 4 | 2 | 133 | 117 |
|  | 3. | Ginnastica Roma          | 4  | 6 | 2 | 4 | 126 | 146 |
|  | 4. | GUF Trieste              | 2  | 6 | 1 | 5 | 98  | 142 |

### Risultati
| Risultati girone A | MI    | BO    | RO    | TS    |
| ------------------ | ----- | ----- | ----- | ----- |
| Borletti Milano    |       | 25-13 | 31-13 | 25-13 |
| Virtus Bologna     | 18-23 |       | 26-23 | 33-13 |
| Ginnastica Roma    | 24-23 | 19-25 |       | 28-20 |
| GUF Trieste        | 17-19 | 14-18 | 21-19 |       |

## Verdetti
- Campione d'Italia:  Borletti Milano

Formazione: Davide Bottasini, Franco Brusoni, Enrico Castelli, Ezio Conti, Emilio Giassetti, Camillo Marinone, Sergio Paganella. Allenatore: Giannino Valli.